# Ilmenski Sloveni
Ilmenski Sloveni (rusko: и́льменские словене) so bili vzhodnoslovansko pleme, ki je v drugi polovici prvega tisočletja naseljevalo obale jezera Mojsko (danes Ilmensko jezero v Novgorodski oblasti, Rusija) ter porečje rek Volhov, Lovat, Msta z zgornjim tokom reke Mologa. Ena njihovih najstarejših znanih naselbin je bil Slovensk na desnem bregu Volhova.

### Poreklo
Po preučevanju grobov iz okolice Ilmenskega jezera so raziskovalci ugotovili, da so imeli pokojni in pribaltski Sloveni genetske vezi in bili sorazmerno osamljeni od drugih vzhodno-slovanskih plemen. Verovanja, legende, številni običaji in geografsko imenoslovje Slovenov so bili precej blizu slovanskim plemenom, ki so živela v Pomeraniji. Ti podatki so podlaga za domnevo slovanske selitve iz območja spodnje Visle in Odre na Priilmensko nižavje v prvem tisočletju našega štetja. Podobna je tudi gradnja bivališč in gradnja obrambnih sestavov vključno s podobnimi oblikami lobanj. Veliko znanstvenikov je podprlo selitve Slovanov v Priilmenje iz ozemlja Dnjepra. P. N. Tretyakov je sicer opozoril na podobnosti pri gradnji grobišč, ni pa zanikal možnosti stika Ilmenskih Slovenov z baltskimi Slovani. Naseljevanje slovanskih plemen v Priilmenje je potekalo v 6. in 7. stoletju n. š.  Arheološki dokazi za obstoj kneževine Slovenov v tem obdobju sicer ne obstajajo, čeprav so odkrili posamezne sledove prvih skupin Slovenov iz 6. do 7. stoletja v južnem Priilmenju in na zgornji Volgi. Arheološko se Sloveni istovetijo s tako imenovano »kulturo gričev«, ki je pogosta v porečju Ilmenskega jezera in na območju zgornje Volge (najdbe »udomeljskega tipa«). Pri Ilmenskih Slovenih so bile razširjene brunarice s slovanskimi pečmi – kamenkami v kotu.

### Varjagi
Vpad Varjagov pod vodstvom Rurika je pomenil temeljito spremembo družbenih razmer v Priilmenju. Varjagi (finsko Ruotsi, iz katerega izhaja ime Rusi) so na desnem bregu reke Volhov najprej zgradili utrjen dvorec Rurikovo gorodišče (Rurikovo gradišče), potem pa skupaj s Sloveni Novogrod (danes Veliki Novgorod) bliže jezeru Mojsko. Tam so arheologi iz neprodušnega močvirskega blata izkopali najstarejše slovanske zapise v cirilici, vrezane v brezovo skorjo. Prvo tako najdbo iz leta 923 so odkrili leta 1951, potem pa še več kot tisoč. Zdaj tudi ruski znanstveniki priznavajo, da se je stara novgorodščina razlikovala od srednjeveške ruščine.

### Rusi
Rusi so vse do 19. stoletja vztrajali pri doslednem ločevanju Slovanov in Rusov, čeprav so slednji prevzemali vse več slovanskih besed, da so se sploh lahko sporazumevali. Seveda v srednjem veku in niti pozneje niso pomislili na vpliv mnogo številčnejših novgorodskih Slovenov, ki so govorili v staroslovanskem jeziku. S »poslovenjenimi« Ruotsi (Rusi) pod knezom Olegom, Rurikovim naslednikom, se je leta 882 proti jugu za zaščito trgovskih poti pred Hazari podalo tudi mnogo za pohod in osvajanja sposobnih novgorodskih Slovenov, ki so pomagali ustanavljati Kijevsko Rusijo. S to novgorodsko vojsko in varjaškim odredom je Oleg najprej pokoril Drevljane (883), potem Severjane (884), obvladal Poljane in Radimiče (885), končno pa zasedel Kijev in ga razglasil za prestolnico svoje države – Kijevske Rusije. Pred dobrimi dvesto leti so se Rusi zavedli, da bi bilo politično lahko koristno, če bi bili tudi oni Slovani (Славени). Saj bi bili zaradi velikosti države in številčnosti naroda vodilni med Slovani. V času ruskih carjev Aleksandra Prvega (1801- 1825) in Nikolaja Prvega (1825-1855) se je pojem Славя́не uveljavil tudi med znanstveniki. Že prej pa se je začelo razglašanje slovanskih besed za stari ruski jezik in oblikovanje slovanskega koineja – to je skupnega, sodobnega ruskega jezika, ki ga prej ni bilo. Zadnja omemba plemena Slovenov v pisnih virih sega v leto 1036.